# Солин, Анатолий Иванович
Анато́лий Ива́нович Со́лин (21 апреля 1939, Москва — 23 июля 2014, там же) — советский и российский режиссёр-мультипликатор, а также иллюстратор детских книг. Председатель профкома работников культуры творческого объединения «Союзтелефильм» Гостелерадио СССР (1989—1993), член Союза кинематографистов (1977), член АСИФА (1978), лауреат премии «Золотой орёл» (2002), доцент кафедры режиссуры анимационных фильмов ВГИКа. Заслуженный работник культуры Российской Федерации (2014).

## Биография
В 1961 году окончил двухлетние курсы художников-мультипликаторов студии «Союзмультфильм».
В 1975 году окончил художественно-графический факультет по специальности художник-график на курсе профессора Гончарова Московского полиграфического института.
В 1959—1995 годах работал художником-мультипликатором, затем режиссёром-постановщиком на киностудиях «Союзмультфильм», «Киевнаучфильм», «Мульттелефильм», творческом объединении «Экран». Впервые как режиссёр снял на студии «Киевнаучфильм» четыре рекламных ролика для Внешторга СССР в 1968 году.
Был педагогом на курсах художников-мультипликаторов в Киеве и Москве, а также художественным руководителем творческого объединения «Телескоп». Один из создателей первых мультсериалов для телевидения.
Вместе с супругой Инной Александровной Пшеничной руководили мастерской на кафедре режиссуры анимационных фильмов во ВГИКе.
Похоронен на Щербинском кладбище (участок 2).

## Награды
- Заслуженный работник культуры Российской Федерации (14 августа 2014 года, посмертно) — за большие заслуги в развитии отечественной культуры и искусства, телерадиовещания, печати, связи и многолетнюю плодотворную деятельность[4]
- Благодарность Министерства культуры Российской Федерации (16 января 2012 года) — за большой вклад в российскую анимацию, многолетнюю плодотворную работу и в связи со 100-летием мультипликационного кино[5]

Мультфильмы Анатолия Солина награждались на фестивалях:
- «Спасибо, аист!» — Диплом на МКФ в Милане (Италия) (1979).
- «Человек и его птица» — Диплом на МКФ в Оберхаузене (ФРГ) (1979).
- «Как лиса зайца догоняла» — Приз на II Всесоюзном молодёжном кинофестивале в Москве, (1979).
- «Колесо Фортуны» — Диплом Олимпийского спорткомитета в Москве, (1980).
- «Великолепный Гоша», — 10 приз за лучший комедийный фильм на республиканском кинофестивале в Ужгороде, (1985).
- «Приключения поросёнка Фунтика» — Главный приз на МКФ детских телевизионных программ в Пекине (КНР), (1989).

## Фильмография
Полная фильмография на сайте Аниматор.ру

### Режиссёр
1. 1973 — Приключения Мюнхаузена. Между крокодилом и львом
2. 1973 — SOS
3. 1974 — Приключения Мюнхаузена. Чудесный остров
4. 1975 — Человек и его птица
5. 1977 — Два клёна
6. 1978 — Спасибо, аист!
7. 1978 — Когда растаял снег
8. 1979 — Как лиса зайца догоняла
9. 1980 — Колесо Фортуны
10. 1981—1986 — Великолепный Гоша
11. 1984 — Ель
12. 1986—1988 — Приключения поросёнка Фунтика
13. 1989 — Упущенная галактика
14. 1989 — Записки Пирата
15. 1991 — Гостья
16. 1992 — Бабья работа
17. 1993 — Два жулика
18. 1995 — Приключения Мюнхаузена. Волк в упряжке (+ соавтор сценария)
19. 2010 — Новые приключения поросенка Фунтика[7]

### Художник-мультипликатор
1. 1961 — Чиполлино
2. 1962 — Случай с художником
3. 1963 — Светлячок № 3
4. 1963 — Тараканище
5. 1963 — Три толстяка
6. 1964 — На краю тайны
7. 1964 — Новый дом
8. 1964 — Храбрый портняжка
9. 1964 — Шайбу! Шайбу!
10. 1965 — Гунан-Батор
11. 1965 — Приключения запятой и точки
12. 1965 — Рикки-Тикки-Тави
13. 1966 — Главный Звёздный
14. 1966 — Самый, самый, самый, самый
15. 1966 — Маруся-Богуславка
16. 1967 — Зенитка
17. 1967 — Как казаки кулеш варили
18. 1967 — Колумб причаливает к берегу
19. 1967 — Тяв и Гав
20. 1968 — Камень на дороге
21. 1968 — Музыкальные картинки
22. 1968 — Пугало
23. 1968 — Малыш и Карлсон
24. 1969 — Бременские музыканты
25. 1969 — В стране невыученных уроков
26. 1969 — Вятская лошадка[8]
27. 1969 — Девочка и слон
28. 1969 — Лиса, медведь и мотоцикл с коляской
29. 1970 — Быль-небылица
30. 1970 — Лесная хроника
31. 1971 — Алло! Вас слышу!
32. 1971 — Сердце
33. 1971 — Слово о хлебе
34. 1971 — Терем-теремок
35. 1971 — Чужие следы
36. 1972 — Винни-Пух и день забот
37. 1972 — Утёнок, который не умел играть в футбол
38. 1973 — SOS
39. 1975 — Человек и его птица